# Cleidothaerus albidus
Cleidothaerus albidus is een tweekleppigensoort uit de familie van de Cleidothaeridae. De wetenschappelijke naam van de soort is voor het eerst geldig gepubliceerd in 1819 door Lamarck.